# العلاقات الإكوادورية اليونانية
العلاقات الإكوادورية اليونانية هي العلاقات الثنائية التي تجمع بين الإكوادور واليونان.

## مقارنة بين البلدين
هذه مقارنة عامة ومرجعية للدولتين:
| وجه المقارنة                                              | الإكوادور                      | اليونان                                                                             |
| --------------------------------------------------------- | ------------------------------ | ----------------------------------------------------------------------------------- |
| المساحة (كم2)                                             | 283.56 ألف                     | 131.96 ألف                                                                          |
| عدد السكان (نسمة)                                         | 16.62 مليون                    | 10.76 مليون                                                                         |
| الكثافة السكانية (ن./كم²)                                 | 58.61                          | 81.54                                                                               |
| العاصمة                                                   | كيتو                           | أثينا، نافبليو                                                                      |
| اللغة الرسمية                                             | اللغة الإسبانية، كيشوا ‏، شوار ‏ | لغة يونانية، اليونانية الديموطيقية ‏                                                 |
| العملة                                                    | دولار أمريكي، سوكري إكوادوري   | يورو، دراخما، فينيكس يوناني ‏                                                        |
| الناتج المحلي الإجمالي (بليون دولار)                      | 103.06 مليار                   | 200.29 مليار                                                                        |
| الناتج المحلي الإجمالي (تعادل القوة الشرائية) بليون دولار | 185.24 مليار                   | 285.45 مليار                                                                        |
| الناتج المحلي الإجمالي الاسمي للفرد دولار أمريكي          | 6.21 ألف                       | 18.00 ألف                                                                           |
| الناتج المحلي الإجمالي للفرد دولار أمريكي                 | 11.37 ألف                      | 26.85 ألف                                                                           |
| مؤشر التنمية البشرية                                      | 0.746                          | 0.865                                                                               |
| رمز المكالمات الدولي                                      | +593                           | +30                                                                                 |
| رمز الإنترنت                                              | .ec                            | .gr                                                                                 |
| المنطقة الزمنية                                           | 00                             | توقيت شرق أوروبا، ت ع م+02:00، ت ع م+03:00، توقيت شرق أوروبا الصيفي ‏، أوروبا/أثينا ‏ |

## منظمات دولية مشتركة
يشترك البلدان في عضوية مجموعة من المنظمات الدولية، منها:
| علم المنظمة | اسم المنظمة                        | تاريخ انضمام الإكوادور | تاريخ انضمام اليونان |
| ----------- | ---------------------------------- | ---------------------- | -------------------- |
|             | مؤسسة التنمية الدولية              | 7 نوفمبر 1961          | 9 يناير 1962         |
|             | يونسكو                             | 22 يناير 1947          | 4 نوفمبر 1946        |
|             | وكالة ضمان الاستثمار متعدد الأطراف | 12 أبريل 1988          | 30 أغسطس 1993        |
|             | الأمم المتحدة                      | 21 ديسمبر 1945         | 25 أكتوبر 1945       |
|             | الفريق المعني برصد الأرض           | ?                      | ?                    |
|             | الاتحاد البريدي العالمي            | ?                      | ?                    |
|             | البنك الدولي للإنشاء والتعمير      | 28 ديسمبر 1945         | 27 ديسمبر 1945       |
|             | المنظمة الهيدروغرافية الدولية      | ?                      | ?                    |
|             | الاتحاد الدولي للاتصالات           | 17 أبريل 1920          | 1866                 |
|             | منظمة حظر الأسلحة الكيميائية       | ?                      | ?                    |
|             | مؤسسة التمويل الدولية              | 20 يوليو 1956          | 26 سبتمبر 1957       |
|             | منظمة التجارة العالمية             | ?                      | 1995                 |
|             | منظمة الشرطة الجنائية الدولية      | ?                      | ?                    |

## وصلات خارجية
- موقع وزارة الخارجية الإكوادورية
- موقع وزارة الخارجية اليونانية